# Lijst van onroerend erfgoed in Bertem
Een overzicht van het onroerend erfgoed in de gemeente Bertem. Het onroerend erfgoed maakt deel uit van het cultureel erfgoed in België.
| Object                                      | Erfgoedstatus?                                   | Bouwjaar of architect | Deelgemeente  | Adres                      | Coördinaten                   | Nummer? | Afbeelding                                  |
| ------------------------------------------- | ------------------------------------------------ | --------------------- | ------------- | -------------------------- | ----------------------------- | ------- | ------------------------------------------- |
| Parochiekerk Sint-Pieters                   | Monument kerkhofmuur en dodenhuisje (monument)   |                       | Bertem        | Groenendaal                | 50° 51' 40" NB, 4° 37' 43" OL | 41501   | Parochiekerk Sint-Pieters                   |
| Hoeve Hof van Bertie                        | Monument                                         |                       | Bertem        | Groenendaal 15-17          | 50° 51' 41" NB, 4° 37' 42" OL | 41502   | Hoeve Hof van Bertie                        |
| Gesloten hoeve Sint-Medardushof             | Monument                                         |                       | Bertem        | Blokkenstraat 12           | 50° 51' 42" NB, 4° 37' 8" OL  | 41503   | Gesloten hoeve Sint-Medardushof             |
| Gevelniskapelletje                          |                                                  |                       | Bertem        | Jozef Ginisstraat 6        | 50° 51' 55" NB, 4° 38' 25" OL | 41504   | Gevelniskapelletje                          |
| Hoeve van het langgeveltype                 |                                                  |                       | Bertem        | Jozef Ginisstraat 12       | 50° 51' 55" NB, 4° 38' 26" OL | 41505   | Hoeve van het langgeveltype                 |
| Hoeve met losse bestanddelen                |                                                  |                       | Bertem        | Rotspoelstraat 1           | 50° 51' 48" NB, 4° 38' 9" OL  | 41507   | Hoeve met losse bestanddelen                |
| Hoeve langgeveltype                         |                                                  |                       | Bertem        | Ferd. Vanlaerstraat 9      | 50° 51' 50" NB, 4° 38' 26" OL | 41508   | Hoeve langgeveltype                         |
| Pastorie Sint-Pietersparochie               | Monument                                         | 1770                  | Bertem        | Vossenstraat 4             | 50° 51' 48" NB, 4° 37' 40" OL | 41510   | Pastorie Sint-Pietersparochie               |
| Parochiekerk Sint-Lambertus                 | Monument kerkhofmuur (monument) orgel (monument) |                       | Leefdaal      | Dorpstraat                 | 50° 50' 53" NB, 4° 35' 27" OL | 41511   | Parochiekerk Sint-Lambertus                 |
| Sint-Veronakapel                            | Monument                                         |                       | Leefdaal      | Kapellestraat              | 50° 51' 21" NB, 4° 36' 42" OL | 41512   | Sint-Veronakapel                            |
| Kasteel                                     |                                                  |                       | Leefdaal      | Boskee 9-11                | 50° 51' 5" NB, 4° 35' 32" OL  | 41513   | Kasteel                                     |
| Hoeve van het langgeveltype van 1859        |                                                  |                       | Leefdaal      | Dorpstraat 262             | 50° 51' 25" NB, 4° 36' 36" OL | 41514   | Hoeve van het langgeveltype van 1859        |
| Hoeve                                       |                                                  |                       | Leefdaal      | Dorpstraat 516             | 50° 50' 51" NB, 4° 35' 25" OL | 41515   | Hoeve                                       |
| Herenhuis                                   |                                                  |                       | Leefdaal      | Dorpstraat 555             | 50° 50' 44" NB, 4° 35' 16" OL | 41516   | Herenhuis                                   |
| Kapelaanhuis, dubbelhuis                    |                                                  |                       | Leefdaal      | Kerkring 1                 | 50° 50' 55" NB, 4° 35' 29" OL | 41517   | Kapelaanhuis, dubbelhuis                    |
| Woning met steekboogdeurtje                 |                                                  |                       | Leefdaal      | Kerkring 4                 | 50° 50' 54" NB, 4° 35' 25" OL | 41518   | Woning met steekboogdeurtje                 |
| Kapel Onze-Lieve-Vrouw-van-Goede-Gezondheid | Monument                                         |                       | Leefdaal      | Puttebos                   | 50° 50' 19" NB, 4° 34' 7" OL  | 41520   | Kapel Onze-Lieve-Vrouw-van-Goede-Gezondheid |
| Parochiekerk Sint-Bartholomeus              | orgel (monument) retabel H. Stefanus (monument)  | 1860                  | Korbeek-Dijle | Korbeekse Kerkstraat       | 50° 50' 22" NB, 4° 38' 28" OL | 41521   | Parochiekerk Sint-Bartholomeus              |
| Brouwerswoning                              | Monument                                         | 1759                  | Korbeek-Dijle | Korbeekse Kerkstraat 10    | 50° 50' 24" NB, 4° 38' 27" OL | 41522   | Brouwerswoning                              |
| Vrijstaande woning, dubbelhuis              |                                                  |                       | Korbeek-Dijle | Korbeekse Kerkstraat 18    | 50° 50' 22" NB, 4° 38' 26" OL | 41524   | Vrijstaande woning, dubbelhuis              |
| Hoeve Bleyenberg van 1810                   |                                                  |                       | Korbeek-Dijle | Korbeekse Kerkstraat 36-40 | 50° 50' 17" NB, 4° 38' 21" OL | 41526   | Hoeve Bleyenberg van 1810                   |
| Communicatiebunker C36                      | Monument                                         |                       | Bertem        | Hoogveldbaan               |                               | 210647  | Communicatiebunker C36                      |
| Augustijnerhoeve                            |                                                  |                       | Bertem        | Oude Bertembosstraat 19    |                               | 211165  | Augustijnerhoeve                            |
| Reclamemuurschildering voor Texaco          |                                                  |                       | Bertem        | Tervuursesteenweg 377      |                               | 217073  | Reclamemuurschildering voor Texaco          |